# São José EC (Frauenfußball)
Die Frauenfußballabteilung des São José EC besteht seit 2008 und ist aktuell eines der Erstligateams in Brasilien. Die Spielerinnen des Clubs werden „Mädchen des Adlers“ (Meninas da Águia) genannt.

## Geschichte
Der São José EC ist erstmals 2008 mit einer Frauenmannschaft in den Spielbetrieb um die Staatsmeisterschaft von São Paulo eingestiegen. Der Gewinn der Copa Libertadores Femenina 2011 läutete eine mehrjährige Erfolgsphase ein, die von Spielerinnen wie Formiga, Gislaine, Daiane Bagé und Bruna Benites geprägt wurde. Bis 2015 folgten zwei weitere Libertadores-Titel sowie zwei Gewinne der Copa do Brasil und drei Staatsmeistertitel. Mit einem Sieg gegen den Arsenal WFC am 6. Dezember 2014 in Tokio konnte die dritte und vorerst letzte Auflage der internationalen Frauenvereinsmeisterschaft („Weltpokal“) gewonnen werden. Von 2015 bis 2016 wurde das Team von der späteren Nationaltrainerin Emily Lima trainiert.
2013 und 2015 erreichte das Team jeweils das Finale der noch jungen nationalen Meisterschaft des Frauenfußballs, die allerdings beide gegen die AD Centro Olímpico und den Rio Preto EC verloren gingen. In der Spielzeit 2022 stieg São José als letzter der ursprünglichen Gründervereine der Meisterschaft in die Zweitklassigkeit ab. 

## Erfolge
International:
- Mobcast Cup: 2014
- CONMEBOL Copa Libertadores Feminino: 2011, 2013, 2014

National:
- Brasilianischer Pokal: 2012, 2013
- Staatsmeisterschaft von São Paulo: 2012, 2014, 2015